# Волович, Юрий Станислав
Юрий Станислав Волович герба Богория (пол. Jerzy Stanisław Wołłowicz; ум. после 8 августа 1656) — государственный и религиозный деятель Великого княжества Литовского. Писарь великий литовский и референдарий великий духовный литовский в 1656 году, каноник виленский.